# Крыстев, Тодор
Тодор Крыстев Николов (болг. Тодор Кръстев Николов; 1 июня 1945, Стара-Загора — 9 мая 2001, Стара-Загора) — болгарский футболист, вратарь.

## Карьера

### Клубная карьера
Во взрослом футболе дебютировал в 1964 году в клубе «Берое», за который выступал большую часть своей карьеры. Вместе с клубом дважды становился обладателем Балканского кубка в 1968 и 1969 годах. Всего в составе команды принял участие в 203 матчах.
В 1974 году на три сезона стал игроком клуба «Сливен», сыграв в 73 матчах. В 1977 году вернулся в «Берое», где и завершил карьеру футболиста.

### Карьера в сборной
В 1967 году дебютировал в официальных матчах в составе национальной сборной Болгарии. В следующем году вошёл в состав команды, представлявшей Болгарию на футбольном турнире Олимпийских игр, завоевав вместе с ней серебряную медаль.
Всего в составе сборной принял участие в восьми матчах.

### Смерть
Скончался 9 мая 2001 года в городе Стара-Загора, Болгария, на 56-м году жизни.